# Robin Sachs

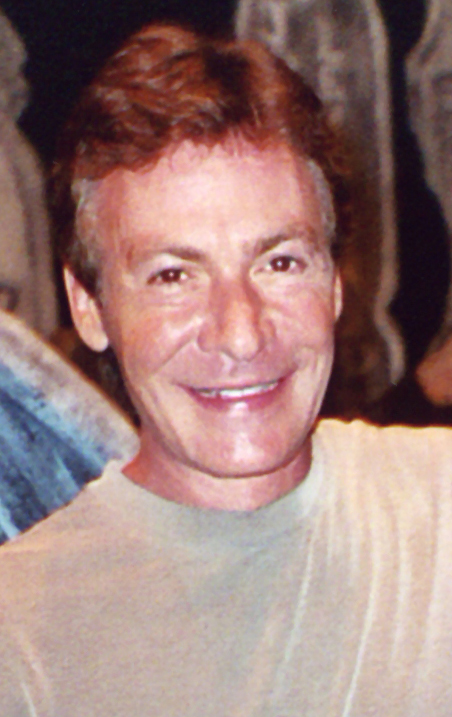
Robin Sachs (2007)

Robin Sachs (* 5. Februar 1951 in London; † 1. Februar 2013 in Los Angeles, Kalifornien) war ein britischer Schauspieler und Synchronsprecher.

## Leben
Sachs’ Eltern waren die Schauspieler Leonard Sachs und Eleanor Summerfield. Sein Vater wurde in Südafrika geboren.
Sein Filmdebüt gab Sachs 1972 in dem Horrorfilm Circus der Vampire, einer Produktion aus der Reihe der Hammer-Filme. Eine kleine Rolle hatte er 1981 in der britischen Fernsehserie Wiedersehen mit Brideshead. 1991 übernahm er in Denver – Die Entscheidung, dem zweiteiligen Abschlussfilm der Serie Der Denver-Clan, die Rolle des Adam Carrington, da der ursprüngliche Darsteller Gordon Thomson aufgrund anderweitiger vertraglicher Verpflichtungen nicht zur Verfügung stand.
Sachs übernahm im Verlauf seiner Karriere hauptsächlich Rollen im Science-Fiction- und Fantasy-Genre. Seine bekannteste Rolle war der böse, mit Dämonen und Vampiren im Bunde stehende Zauberer Ethan Rayne in der US-amerikanischen Fernsehserie Buffy – Im Bann der Dämonen (1997). Er war der Erzfeind der Seriencharakters Giles, gespielt von Anthony Head.
Weitere Episodenrollen hatte er in der Science-Fiction-Serie Babylon 5 (wo er mehrere verschiedene Rollen verkörperte), der Zeichentrickserie Die Fantastischen Vier mit neuen Abenteuern (2005) (als Stimme des Silver Surfers) und in der Fernsehserie Torchwood: Miracle Day (2011). In der Fernsehserie Star Trek: Raumschiff Voyager verkörperte er 2001 in der Episode The Void den aus dem Volk der Annari stammenden General Valen.
Dem Science-Fiction-Genre blieb Sachs auch in seinen Kinofilmen verpflichtet. Er hatte Rollen in den Filmen Vergessene Welt: Jurassic Park (1997), Ravager (1997, als Mikrochirurg Dr. Shepard) und Northfork (2003). In dem Spielfilm Galaxy Quest – Planlos durchs Weltall (1999), einer Parodie auf die Star-Trek-Filme, spielte er, unter dem Make-up fast unkenntlich, an der Seite von Sigourney Weaver und Alan Rickman, den Bösewicht General Sarris.
Sachs hatte außerdem Episodenrollen und Gastrollen in den britischen und US-amerikanischen Fernsehserien Das Haus am Eaton Place (1973), Crown Court (1976), Jake und McCabe – Durch dick und dünn (1991), Mord ist ihr Hobby (1993), Walker, Texas Ranger (1995), Pacific Blue – Die Strandpolizei (1996), Baywatch Nights (1996), Nash Bridges (1996), Alias – Die Agentin (2005), Navy CIS (2012) und Castle (2012). Eine kleine Rolle als Händler hatte er auch in dem Spielfilm Ocean’s Eleven (2001).
Als Theaterschauspieler war Sachs unter anderem in Tournee-Produktionen der Shakespeare-Stücke Hamlet und Was ihr wollt zu sehen.
Im späteren Verlauf seiner Karriere arbeitete Sachs häufig als Synchronsprecher. Er lieh seine Stimme unter anderem dem Kopfgeldjäger Zaeed Massani in den Videospielen Mass Effect 2 und Mass Effect 3. Außerdem hatte er Sprechrollen in dem Videospiel Resident Evil: Damnation (2012, Ataman/Ivan Judanovich), in der Rollenspiel-Reihe Star Wars: Knights of the Old Republic (2003), in dem Computer-Rollenspiel Dragon Age: Origins (2009, als Lord Pyral Harrowmon) und Kane & Lynch 2: Dog Days (2010).

## Privates
Sachs war zweimal verheiratet. In erster Ehe war er mit der walisischen Schauspielerin Siân Phillips verheiratet (1979–1991). In zweiter Ehe war er mit der Schauspielerin Casey DeFranco verheiratet (2001–2006).
Sachs starb im Alter von 61 Jahren, kurz vor seinem 62. Geburtstag. Todesursache war seiner Website zufolge Herzversagen.

## Filmografie (Auswahl)
- 1972: Circus der Vampire (Vampire Circus)
- 1972: Heinrich VIII. und seine sechs Frauen (Henry VIII and His Six Wives)
- 1973: Das Haus am Eaton Place (Upstairs, Downstairs) (Fernsehserie, 1 Folge)
- 1976: Crown Court (Fernsehserie, 1 Folge)
- 1977: Rob Roy (Fernsehserie)
- 1981: Wiedersehen mit Brideshead (Brideshead Revisited)
- 1991: Jake und McCabe – Durch dick und dünn (Jake and the Fatman) (Fernsehserie, 1 Folge)
- 1991: Denver – Die Entscheidung (Dynasty: The Reunion)
- 1993: Mord ist ihr Hobby (Murder, She Wrote) (Fernsehserie, 1 Folge)
- 1994–1998: Babylon 5 (Fernsehserie, 6 Folgen)
- 1995: Walker, Texas Ranger (Fernsehserie, 1 Folge)
- 1996: Pacific Blue – Die Strandpolizei (Pacific Blue) (Fernsehserie, 1 Folge)
- 1996: Baywatch Nights (Fernsehserie, 1 Folge)
- 1996: Nash Bridges (Fernsehserie, 1 Folge)
- 1997: Ravager – Die Virusfalle
- 1997–2000: Buffy – Im Bann der Dämonen (Buffy the Vampire Slayer, 4 Folgen)
- 1998: Babylon 5: Der erste Schritt (Babylon 5: In the Beginning)
- 1999: Galaxy Quest – Planlos durchs Weltall (Galaxy Quest)
- 2001: Star Trek: Raumschiff Voyager (Fernsehserie, 1 Folge)
- 2001: Ocean’s Eleven
- 2003: Northfork
- 2005: Alias – Die Agentin (Alias) (Fernsehserie, 1 Folge)
- 2006: SpongeBob Schwammkopf (SpongeBob SquarePants) (Zeichentrickserie, 1 Folge)
- 2011: Torchwood: Miracle Day (Fernsehserie, 1 Folge)
- 2012: Castle (Fernsehserie, 1 Folge)
- 2012: Navy CIS (Fernsehserie, 1 Folge)